# Lydia Cacho
Lydia Maria Cacho Ribeiro, född 12 april 1963 i Mexico City, är en mexikansk feminist, människorättskämpe, journalist och författare, uppmärksammad för sina anklagelser om korruption bland mexikanska politiker och affärsmän. Hon har attackerats på olika sätt för sitt journalistiska arbete genom fysiskt, psykiskt och sexuellt våld.

## Yrkesliv
Lydia Cacho, som studerat vid Sorbonne, började sin journalistkarriär i mitten av 1980-talet, då hon arbetade på tidningen Novedades de Cancúns kulturredaktion. Under 1990-talet skrev hon om hur kubanska och argentinska flickor och unga kvinnor prostitueras i Cancún. Under 1990- och 00-talen var hon även programledare i radio och TV. 
År 1998 utsattes Cacho för misshandel och våldtäkt. Dåden tros vara kopplade till hennes journalistiska arbete.
År 2005 publicerade hon reportageboken Los demonios del Edén som avslöjar ett pedofilnätverk med kopplingar till högt uppsatta politiker, statstjänstemän och affärsmän. Efter att boken släpptes var hon under en tid anhållen misstänkt för förtal. Under tiden hon var anhållen misshandlades hon och hotades med våldtäkt.
Hon har även skrivit boken Jag låter mig inte skrämmas, där hon beskriver sitt liv som aktiv feminist och rättskämpe i Mexiko och vad som hände henne efter utgivningen av den kontroversiella första boken.
I juli 2019 bröt sig flera okända förövare in i Cachos hem i Puerto Morelos. Förövarna stal datorer, kameror och flera hårddiskar som innehöll information om fall av sexuella övergrepp som Cacho granskade samt dödade hennes två hundar.
Hon har grundat en organisation mot kvinnoförtryck som är verksam i Centralamerika, Nordamerika och Karibien men är numera själv bosatt i Spanien.

### Utmärkelser
Lydia Cacho har fått ett antal utmärkelser för sina insatser. 2008 fick hon Tucholskypriset, 2009  Wallenbergmedaljen och 2011 Olof Palmepriset.

## Familj
Cachos far var ingenjör och hennes mor fick tre döttrar och två söner. Cachos morfar kom från Portugal, medan hennes mormor kom från Frankrike. De flyttade till Mexiko då andra världskriget började.